# Chaetodon humeralis
Chaetodon humeralis é uma espécie de peixes tropicais marinhos da família Chaetodontidae. O nome científico vem do grego Chaeto, cerda ou cabelo, e Donte, dente, em referência ao tipo de dentes encontrados nesta família de peixes. Habitam principalmente a região costeira americana tropical oriental.

## Descrição
Chaetodon humeralis são peixes que podem atingir 25 centímetros de comprimento, todavia são mais comuns com cerca de 12. Allen afirma que seu comprimento máximo é 18 centímetros de modo que esta questão não parece estar resolvida. Têm corpo largo, lateralmente comprimido, com uma única barbatana dorsal com 12 a 13 espinhas dorsais, de 18 a 20 raios dorsais, e 3 espinhas anais com 15 a 17 raios anais. Seu corpo é branco com três faixas verticais acinzentadas, escuras, e uma quarta na metade da cauda. As nadadeiras dorsais são internamente brancas, depois acinzentadas, e brancas no ápice, a cauda tem o mesmo padrão mas com extremidade transparente, as barbatanas ventrais são inteiramente brancas, e as laterais,transparentes. Sua aparência é muito próxima de Chaetodon striatus do qual diferencia-se por ter áreas brancas bem maiores entre as listras escuras. Sua boca é pequena com minúsculas cerdas em vez de dentes. Os juvenis possuem uma grande mácula na nadadeira dorsal.

## Ecologia
Chaetodon humeralis habitam as áreas de solo rochoso, das regiões costeiras do Pacífico oriental Tropical entre 40°N e 20°S, 120°O e 70°O, de San Diego, Califórnia até a costa da Colômbia, Equador e Peru e também Galápagos; entre 3 e 50 metros de profundidade. São mais comuns entre 3 e 12 metros. Toleram águas mais frias que não acontece com a maioria das espécies deste gênero, até 18°C. Normalmente vivem em pares ou pequenos grupos, frequentemente formando cardumes com Chaetodipterus zonatus. Alimentam-se principalmente de invertebrados bentônicos e algas.

## Reprodução
Como os outros peixes deste gênero, não apresentam cuidados parentais e são reprodutores livres, que liberam seus gametas geralmente ao anoitecer. No momento da desova par fica flutuando lentamente em um ângulo de 45° e liberam subitamente seus ovos e esperma que desaparecem rapidamente em direção ao fundo. Os ovos são pelágicos, e eclodem em um dia. As larvas, chamadas tholichthys, são características apenas da família dos peixes borboleta. Esta fase da vida é muito diferente: a cabeça é protegida por uma armadura óssea e placas ósseas estendem-se para trás da cabeça. Os tholichthys são cinza prateados, quase transparentes, uma útil adaptação das espécies que vivem em suspensão. Depositam-se no fundo durante a noite, depois que atingem 20 milímetros. Às vezes, milhares de tholichthys eclodem na mesma noite. Crescem tão rápido que pela manhã as larvas já assemelham-se  à fase juvenil no que diz respeito à cor do peixe.

## Taxonomia
Pertencem ao subgênero Chaetodon caracterizado por espécies que existem principalmente no Atlântico tropical, normalmente de padrões estriados, com menos de 20 centímetros de comprimento que alimentam-se principalmente de invertebrados e algas.